# Nebria obtusa
Nebria obtusa är en skalbaggsart som beskrevs av Leconte 1878. Nebria obtusa ingår i släktet Nebria och familjen jordlöpare. Inga underarter finns listade i Catalogue of Life.